# Forever (песня Дрейка, Канье Уэста, Лила Уэйна и Эминема)
«Forever» — совместный сингл рэперов Дрейка, Канье Уэста, Лил Уэйна и Эминема. Трек был опубликован в качестве саундтрека к документальному фильму «Больше, чем игра» о Леброне Джеймсе. Также песня была размещена в переиздании альбома Эминема Relapse: Refill. Эминем исполнил свой куплет на American Music Awards 2009. Дрейк исполнил песню с Лил Уэйном, Эминемом и Трэвисом Баркером на 55-й церемонии вручения премии «Грэмми».
Фристайл на песню сделали Royce da 5'9" и Ca$his.

## Создание
Трек спродюсировал Boi-1da и первоначально использовался рэпером Kardinal Offishall и Rock City в начале 2008 года и назывался «Bring It Back». Kardinal не включал песню в свой альбом, и позже песня была продана Drake, которую выпустил в конце 2008 года с названием «I Want This Forever», благодаря совместной работе Lil Wayne и Nut da Kidd. В интервью Кардинал заявил, что его версия была утечкой демо в интерне, которое должно было появиться в его альбоме.

## Критика
Allmusic написал очень хороший отзыв о песне: «Эта песня состоит из шести минут эпоса, в котором собрались мастера слова и рэпа: Kanye West, Drake, Lil Wayne и Eminem. Песня слегка „темная“, с грустным тактом, но душевная с современным эхом от R&B Auto-Tune». Также критик хорошо отозвался о альбоме Эминема и также подчеркнул его: «Forever» является не слишком случайным треком, а это «возвращение» Эминема на сцену".

## Музыкальное видео
Клип был снят в Fontainebleau Hotel в Майами штат Флорида в начале сентября 2009 года. Однако, часть видео где появляется Eminem, было снято в Детройте из-за конфликтов с расписанием и невозможностью сниматься в Майами. Клип был снят и режиссёром Hype Williams. Премьера состоялась 22 сентября 2009 года в музыкальной программе «BET 106 & Park». Леброн Джеймс появляется в начале музыкального видео на заднем сиденье Maybach’a играя в покер на PokerStars на ноутбуке фирмы Beats by Dr. Dre. На протяжении всего видео, есть отрывки из документального фильма о Леброне Джеймсе «Больше, чем игра». Также в видео появляются The Alchemist,Trick Trick, Mr. Porter и члены рэп-группы Slaughterhouse(Crooked I, Joe Budden, Joell Ortiz) и Royce da 5'9". Birdman появился как камео в видео от Лил Уэйна, сидя рядом с ним в разделе клуба VIP.

## Список композиций
- Digital download[1]

1. «Forever» — 5:57

## Чарты
| Чарт(2009-10)                        | Позиция в чарте |
| ------------------------------------ | --------------- |
| Australian Singles Chart             | 99              |
| Canadian Hot 100                     | 26              |
| Irish Singles Chart                  | 41              |
| Swiss Singles Chart                  | 68              |
| UK Singles Chart                     | 42              |
| UK R&B Chart                         | 14              |
| U.S. Billboard Hot 100               | 8               |
| U.S. Billboard Hot R&B/Hip-Hop Songs | 2               |
| U.S. Billboard Pop Songs             | 24              |
| U.S. Billboard Rap Songs             | 1               |

### Позиция в конце года
| Чарт(2009)             | Позиция |
| ---------------------- | ------- |
| U.S. Billboard Hot 100 | 88      |

| Чарт (2010)            | Позиция |
| ---------------------- | ------- |
| U.S. Billboard Hot 100 | 71      |